# 칼빈대학교
칼빈대학교(칼빈大學校, Calvin University)는 대한민국 경기도 용인시 기흥구에 있는 대한민국의 개신교 계열 사립 대학이다. 대한예수교장로회(합동) 총회의 개혁주의 교리에 따라 칼빈주의 학문의 심오한 이론과 효과적인 방법을 교수 연구하며, 교회와 국가의 발전에 공헌할 교역자 및 기독교 지도자의 양성을 목적으로 설립되었다. 경건의 훈련을 통한 영성 함양과 칼빈주의적 학문 탐구를 통한 지성 함양, 그리고 예수 그리스도의 모범을 따르는 사랑과 봉사의 실천을 교육 목표로 한다. 
1954년 7월 28일 대한예수교장로회 제39회 총회의 의결에 의하여 목회자 양성 기관인 대한예수교장로회 총회야간신학교로부터 시작되었다. 1996년 8월 칼빈대학교 이사회가 결성되고 초대 이사장으로 최훈이 취임하였다. 같은 해 10월 11일 학교법인 칼빈신학원의 인가를 받고 12월 11일에 4년제 정규 종합 대학으로 인가받았다. 1997년 1월 3일 초대 총장으로 이주영이 취임하였고, 같은 해 3월 1일 개교하였다.

## 연혁
1954년 용산구에 설립된 대한 예수교 장로회 총회 야간신학교를 모체로 한다. 신학교는 1959년 임시 폐교되었다가 이듬해 다시 열렸으며, 1962년 교명을 칼빈신학교로 변경하였다. 1997년 칼빈대학교란 이름으로 개교하였다.
- 1954년 7월 28일 대한예수교장로회 총회 결의로 서울특별시 용산구 동성교회에서 대한 예수교 장로회 총회 야간신학교 개교
- 1956년 11월 10일 서대문구 평안교회로 교사 이전
- 1959년 11월 대한예수교장로회 합동, 통합 분열에 따른 폐교
- 1960년 2월 재 개교
- 1962년 6월 29일 칼빈신학교로 교명 변경
- 1967년 8월 평안교회 이전에 따라 교사 이전
- 1970년 9월 25일 대한예수교장로회 총회에서 지방신학교로 인준
- 1976년 12월 10일 용산구 소재에 신축교사로 이전
- 1987년 6월 25일 제2캠퍼스 준공
- 1996년 12월 11일 백한기념도서관 준공
- 1997년 3월 1일 칼빈대학교 개교
- 2016년 1월 30일 칼빈대학교 축구부 창단

## 교육편제

### 학부
칼빈대학교의 학부 과정은 단과대학 설치 없이 8개학과가 정규 편제되어 있으며, 2개학과가 계약학과로 설치되어 있다.

### 대학원
칼빈대학교는 일반대학원과 특수대학원으로 신학대학원을 설치하고 있다.

## 같이 보기
- 총신대학교

## 교각주
1. 1 2 3 4  칼빈대학교 (2022). “칼빈대학교 대학정보공시”. 《대학알리미》.
2. ↑  “대학교 학과 소개”. 《칼빈대학교》. 경기. 2021년 12월 25일에 원본 문서에서 보존된 문서. 2021년 12월 25일에 확인함.